# ヤージュニャヴァルキヤ法典
『ヤージュニャヴァルキヤ法典』とは、3世紀から4世紀にかけてつくられたダルマ・シャーストラのひとつ。聖仙ヤージュニャヴァルキヤがダルマ（社会的宗教的義務）について説くというスタイルをとっており、韻文体で書かれている。 

## 概要
『ヤージュニャヴァルキヤ法典』は、『マヌ法典』（紀元前2世紀から紀元後2世紀にかけて成立）が著述されたのち、ウッダーラカ・アールニとならんでウパニシャッド最大の哲人と称されるヤージュニャヴァルキヤ（紀元前7世紀から紀元前6世紀にかけて活躍した人）の著作として仮託されたもので、ヒンドゥー社会における生活規範や法規定が集められている。
慣習・司法・贖罪の3部に分かれており、これによりヒンドゥー世界における法は格段に進歩を遂げ、伝統的なインド社会の秩序観念を大きく規定したとされる。分量は『マヌ法典』の5分の2程度であり、同法典とならび、後世きわめて重視されて、数々の注釈書が刊行された。

## 日本語版
- 井狩弥介・渡瀬信之訳注『ヤージュニャヴァルキヤ法典』平凡社〈東洋文庫〉、2002年1月、ISBN 4582806988
- 中野義照訳著『ヤーヂュニャワ゛ルキヤ法典』復刻版・大空社、2001年5月、ISBN 4756806198（中野教授還暦記念会刊、1950年）